# Psamutis
Userra Pasherienmut, o Psamutis (392 - 391 a. C.) fue un soberano de la dinastía XXIX de Egipto.
Manetón, según Julio Africano y Eusebio de Cesarea, lo denominó Psammutis y comenta que reinó un año; en la versión armenia de Eusebio lo citan como Psammutes.

## Biografía
Cuando muere Neferites I hubo una breve crisis sucesoria. Le sucede Acoris, cuyo reinado fue interrumpido por Psamutis, quien se rebeló, aunque no se conoce el motivo. Los dos eran familia del rey precedente. Sin embargo, después de un año, Psamutis fue expulsado del trono, triunfando Acoris.
Evidencias de su reinado se han encontrado en Tebas, donde ordenó continuar la construcción de un muro de protección, iniciado por Neferites I, en el templo de Amón en Karnak.

## Titulatura
| Titulatura | Jeroglífico | Transliteración (transcripción) - traducción - (referencias) |

| G5 |

| G5 |

| O29V | F9 | F9 | M30 | N33 · Z2ss |

| O29V | F9 | F9 | M30 | N33 · Z2ss |

| O29V | F9 | F9 | M30 | N33 · Z2ss |

| O29V | F9 | F9 | M30 | N33 · Z2ss |

| G5 |

| G5 |

| O29V | F9 | F9 | M30 | N33 · Z2ss |

| O29V | F9 | F9 | M30 | N33 · Z2ss |

| O29V | F9 | F9 | M30 | N33 · Z2ss |

| O29V | F9 | F9 | M30 | N33 · Z2ss |

| N5 | wsr | s | p · t | V28 | stp · n |

| N5 | wsr | s | p · t | V28 | stp · n |

| N5 | wsr | s | p · t | V28 | stp · n |

| N5 | wsr | s | p · t | V28 | stp · n |

| N5 | wsr | s | p · t | V28 | stp · n |

| N5 | wsr | s | p · t | V28 | stp · n |

| N5 | wsr | s | p · t | V28 | stp · n |

| N5 | wsr | s | p · t | V28 | stp · n |

| N5 | wsr | s | p · t | V28 | stp · n |

| N5 | wsr | s | p · t | V28 | stp · n |

| N5 | wsr | s | p · t | V28 | stp · n |

| N5 | wsr | s | p · t | V28 | stp · n |

| N5 | wsr | s | p · t | V28 | stp · n |

| N5 | wsr | s | p · t | V28 | stp · n |

| N5 | wsr | s | p · t | V28 | stp · n |

| N5 | wsr | s | p · t | V28 | stp · n |

| p | A17 | t | G15 |

| p | A17 | t | G15 |

| p | A17 | t | G15 |

| p | A17 | t | G15 |

| p | A17 | t | G15 |

| p | A17 | t | G15 |

| p | A17 | t | G15 |

| p | A17 | t | G15 |

| p | A17 | t | G15 |

| p | A17 | t | G15 |

| p | A17 | t | G15 |

| p | A17 | t | G15 |

| p | A17 | t | G15 |

| p | A17 | t | G15 |

| p | A17 | t | G15 |

| p | A17 | t | G15 |